# Leonid Dimov
Leonid Dimov (russisch Леонид Димов; * 11. Januar 1926 in Ismail, Bessarabien; † 5. Dezember 1987 in Bukarest) war ein rumänischer Dichter und Übersetzer. Seine Werke sind der Postmoderne zuzuordnen. Er prägte zusammen mit Dumitru Țepeneag die in Rumänien verbreitete Strömung des Oneirismus.

## Leben
Leonid Dimov wurde 1926 als Leonid Naumowitsch Mordkowitsch in Ismail in Bessarabien geboren, damals zu Rumänien zugehörig (heute in der Oblast Odessa, Ukraine). Seine Mutter Nadeschda war bulgarischer, sein Vater Naum jüdischer Herkunft. Dimovs Muttersprache war Russisch, seine späteren Werke schrieb er aber auf Rumänisch.
In den 1930er-Jahren zog die Familie nach Bukarest, wo der junge Leonid die Schule besuchte. Nachdem in Rumänien 1940 antisemitische Gesetze eingeführt wurden, änderte die Familie ihren Namen auf Dimov, den Geburtsnamen der Mutter. Nur so konnte Leonid seine Schulbildung fortsetzen. Nach dem Krieg studierte er Biologie an der Universität Bukarest, allerdings wurde er vor dem Abschluss wegen eines Konflikts mit dem Lehrkörper der Universität verwiesen. 1948 heiratete Dimov zum ersten Mal, ließ sich aber später scheiden und heiratete 1959 Ana-Marina Voinescu, die die Tochter Ileana in die Ehe mitbrachte. Aus erster Ehe stammt die Tochter Tatiana, Ileana, das Kind seiner zweiten Frau, wurde von ihm adoptiert.
Sein literarisches Debüt feierte er 1965 mit fast 40 Jahren erst relativ spät, als er in der Literaturzeitschrift Viața Românească einige Gedichte veröffentlichte. Kurz darauf konnte er in weiteren literarischen Zeitschriften publizieren und mit Versuri wurde 1966 sein erster Gedichtband veröffentlicht. 1970 erhielt er eine Anstellung als Redakteur beim renommierten Magazin „România Literară“. Dimov war zwar kein ausgesprochener Regimekritiker, galt aber als Nonkonformist und brachte immer wieder vorsichtige Kritik am Ceauşescu-Regime zum Ausdruck. Zeitweise wurde er vom Geheimdienst Securitate beobachtet.

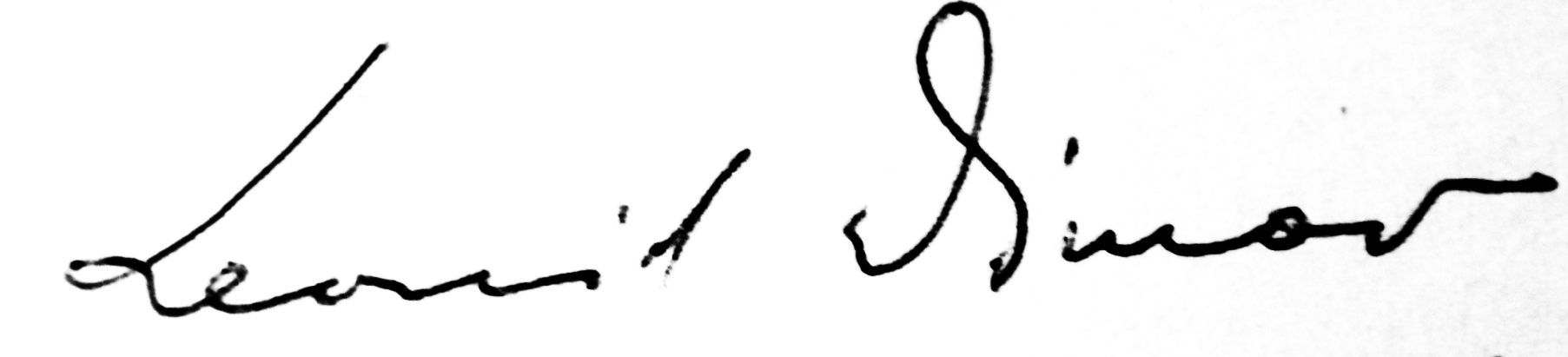
Unterschrift Dimovs

Dimov betätigte sich auch als Übersetzer; unter anderem übertrug er Werke von Andrei Bely, Michail Lermontow, Marcel Raymond und Gérard de Nerval ins Rumänische. 1979 erhielt er den höchsten Preis der rumänischen Schriftstellerunion.
Dimov litt unter anhaltenden gesundheitlichen Problemen. Er starb 1987 mit nur 51 Jahren an einem Herzinfarkt in Bukarest.
Der große Durchbruch bei einem breiten Publikum gelang Dimov zeitlebens nie. Er galt als introvertiert, mied öffentliche Auftritte und zog sich weitgehend in die Selbstisolation zurück. Unter Kritikern und Schriftstellerkollegen finden seine Werke bis heute allerdings großen Anklang.
Dem Bertelsmann Universallexikon zufolge verbindet Dimov „pittoreske balkanische Szenerie“ mit „traumähnlichen Parabeln surrealistischen Stils“.

## Gedichtbände
- Versuri (1966)
- 7 poeme (1968)
- Pe malul Styxului (1968)
- Carte de vise (1969)
- Semne cereşti (1970)
- Eleusis (1970)
- Deschideri (1972)
- A.B.C. (1973)
- La capăt (1974)
- Litanii pentru Horia (1975)
- Dialectica vârstelor (1977)
- Tinereţe fără bătrâneţe (1978)
- Spectacol (1979)
- Veşnica reîntoarcere (1982)